# Hagenow
Hagenow – miasto w Niemczech, w kraju związkowym Meklemburgia-Pomorze Przednie, w powiecie Ludwigslust-Parchim, siedziba Związku Gmin Hagenow-Land. Miasto leży ok. 30 km na południowy zachód od Schwerina. W 2008 liczyło ok. 12 tys. mieszkańców.

## Współpraca międzynarodowa
- Mölln, Szlezwik-Holsztyn
- gmina Säffle, Szwecja
- Gdańsk, Polska